# Окерблад, Никлас
Ни́клас Окерблад (более известный под псевдонимом El Huervo) — шведский композитор и художник, известный масляной живописью, акварелью и артами видеоигр. После появления Hotline Miami, Никлас обрёл большую популярность и после создал обложку для её сиквела — Hotline Miami 2: Wrong Number. Кроме этого, он создавал арты для таких игр, как Kometen и Else Heart.Break(). Также он известен тем, что регулярно создаёт обложки для Bandcamp Weekly, официального подкаста Bandcamp.

## Биография

### Юность
Никлас Окерблад родился в Гётеборге, в крупнейшем городе-порте в Швеции, 17 апреля 1983 года. Большую часть времени Никлас проводил дома, где на него повлияли обложки комиксов и видеоигр. Тогда Никлас нашёл своё счастье в рисовании. Он проявил ранний интерес к искусству, рисуя монстров, космических героев и маски. В юности Никлас смотрел работы таких художников, как Стэн Сакаи, Жан Жиро и Эдвард Хоппер, которые впоследствии вдохновили его. Это помогло ему в гейм-дизайне видеоигр и начать заниматься искусством всерьёз. К этому времени он рисовал в основном акварелью, чернилами или строго масляными красками. Он много экспериментировал, работая в основном яркими красками. Этот стиль оставался неизменным, сочетая в себе ужас и красоту. Главными темами в работах Окерблада являлись любовь и социальное угнетение. В его работах часто изображены черепа, маски и сюжет «Пляска смерти». Когда его спросили о своём вдохновении, он сказал, что: «Повседневная жизнь бывает однообразной. Искусство как приключение. Так что я хочу как можно больше исследовать мир до того, как я умру. Это просто очень сильный вызов».

### Прорыв
В 2012 Никлас проводил всё больше времени со своими друзьями Деннисом и Юнатаном, когда он узнал о Hotline Miami, которая находилась в ранней стадии разработки. Деннису и Юнатану, основателям «Dennaton Games», нужно было место, чтобы закончить игру, и Никлас предложил им свою квартиру. «Dennaton Games» попросили Никласа нарисовать обложку для Hotline Miami в то время, когда разработчики ещё не определились с дизайном игры. Окерблад использовал свой стиль для создания ярких сюрреалистических времён Майами восьмидесятых годов. Никлас начал работу до завершения проекта над игрой, и, потратив три дня, завершил обложку для Hotline Miami.

## Игровое искусство
Окерблад получил широкое признание как художник видеоигр. В 2008 году он нарисовал концепт-арты для игры Colosseum от Shortfuse Games, где он работал в качестве аниматора и дизайнера персонажей.
В 2010 году Никлас вместе со шведским программистом Эриком Сведэнгом начали работу над игрой Kometen. Он нарисовал модели для игры полностью из акварели, говоря, что это было «великолепным для него опытом».
В 2012 году Никлас нарисовал обложки для видеоигр Hotline Miami и Hotline Miami 2: Wrong Number, которые были признаны критиками и были проданы в более чем 1,5 миллионов копий, несмотря на широкий разгул пиратства. Также в этих играх есть его камео, играющее важную роль в сюжете игр.
После создания нескольких игр вместе с Эриком, Никлас начал разработку приключенческой игры ElseHeart.Break(), которая вышла в 2015 году. Его искусство было снова признано, когда ElseHeart.Break() была номинирована «За Великолепное Визуальное Исполнение» на IGF в 2015 году.
Также El Huervo выступил создателем визуального вида и саундтрека психоделической метроидвании Ultros, которая вышла в 2024 году.

## Музыка
Помимо живописи, Никлас пишет свою музыку. Он создал такие композиции для Hotline Miami и Hotline Miami 2, как «Crush», «Daisuke», «Turf», «Ghost» и «Rust».
Окерблад создал подавляющее большинство саундтреков для приключенческой игры ElseHeart.Break(). Он является участником рок-группы Crystal Boys. В 2014 году Crystal Boys выпустили дебютный альбом «Let It Slip». Также Окерблад создал дискографию из более чем 100 собственных треков. Никлас помогал писать некоторый саундтрек к SteamWorld Dig 2. Его тема «New Heights in El Machino» играет в главной локации игры.

### Дискография

#### Альбомы
- To Stop You Must Die (Январь 2011, Swedish Columbia)
- World’s End (Май 2015, Swedish Columbia)
- Vandereer (Март 2016, Swedish Columbia)

#### Мини-альбомы
- Do Not Lay Waste To Homes... (Май 2012, Swedish Columbia)
- ...Where You Must Rest Your Weary Bones (Июнь 2012, Swedish Columbia)

#### Синглы
- Daisuke (Июнь 2014, Swedish Columbia)
- Turf (Декабрь 2014, Swedish Columbia)
- Rust b/w Ghost (Июнь 2015, Swedish Columbia)
- Le Temps (Декабрь 2017, Swedish Columbia)
- The Setup (Ноябрь 2018, Swedish Columbia)